# Discconcert

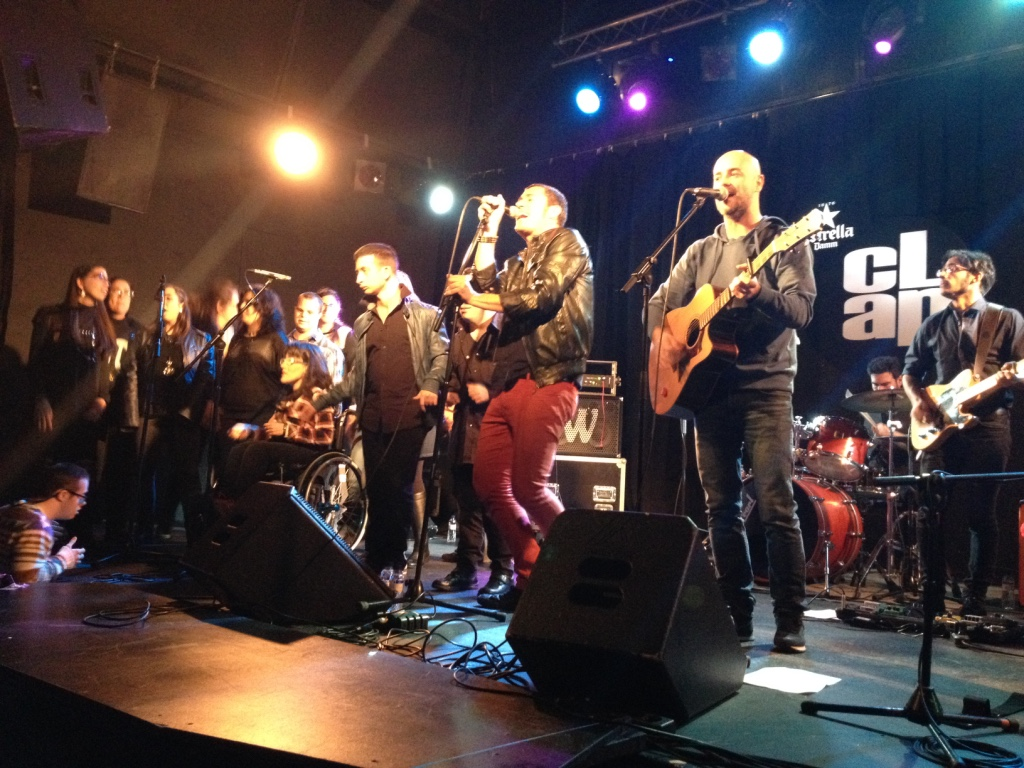
Discconcert realitzat a la Sala Clap de Mataró (març de 2016)

El Discconcert és un concert i/o sessió de discoteca obert al públic en general i especialment adaptat per a persones amb diversitat funcional. El Discconcert és una iniciativa de la Xarxa de Cases de la Música, sovint amb la col·laboració d'entitats locals que donen suport al col·lectiu de persones amb diversitat funcional.
La Casa de la Música de Mataró amb la col·laboració del Taller d'Idees van organitzar el primer discconcert el novembre de 2005 amb la intenció de, per un costat oferir un espai de lleure a les persones amb diversitat funcional on poder gaudir de la música en directe i una estona de ball a la discoteca, i per una altra banda recollir diners per a poder dur a terme, col·laborar i desenvolupar nous projectes de participació i integració de persones amb diversitat funcional. Aquesta iniciativa va ser replicada ràpidament a la Casa de la Música de l'Hospitalet.